# 대구십영
대구십영(大丘十詠)은 조선 중종 25년(1530년) 증보된 신증동국여지승람에 실린 문신 서거정의 시 7언절구 10수를 이른다. 대구십영은 대구십경(大丘十景), 달성십영(達城十詠), 달성십경(達城十景) 등으로 말하기도 한다.
1. 금호범주(琴湖泛舟, 금호강의 뱃놀이) - 동구·수성구·북구·서구·달성군 금호강
2. 입암조어(笠巖釣魚, 입암에서의 낚시) - 중구 침산동편바위
3. 귀수춘운(龜峀春雲, 거북산의 봄구름) - 중구 대구제일중학교.연귀산.
4. 학루명월(鶴樓明月, 금학루의 밝은 달) - 중구 [객사(달성관)북편에 위치]
5. 남소하화(南沼荷花, 남소의 연꽃) - 달서구 성당못
6. 북벽향림(北壁香林, 북벽의 향림) - 동구 도동측백수림
7. 동화심승(桐華尋僧, 동화사의 중을 찾음) - 동구 동화사
8. 노원송객(櫓院送客, 노원에서의 송별) - 서구·북구 팔달교
9. 공영적설(公嶺積雪, 팔공산에 쌓인 눈) - 동구 팔공산
10. 침산낙조(砧山落照, 침산의 저녁 노을) - 북구 오봉산 침산공원